# Herreros de Rueda

## Historia
Los orígenes de Herreros de Rueda, se mezcla entre lo histórico y lo legendario, se dice que era un campamento de bandoleros que buscaban el dinero transportado desde León.
El 8 de junio de 1996, un vecino de la localidad llamado Jesús Andrés Iglesias asesinó a 4 personas (entre ellas un agente de la Guardia Civil) con una escopeta desde el piso superior de su casa, mientras se estaba llevando a cabo la procesión del Corpus Cristi. Iglesias murió abatido minutos después por un agente de la Guardia Civil.

## Localización
Herreros de Rueda es un pueblo que se encuentra situado en Castilla y León, y más concretamente, en el norte de la provincia de León (España), a 43 km de la ciudad de León, y a unos 24,4 km de Mansilla de las Mulas y a 26 km de Cistierna.
Se encuentra junto al cauce del río Corcos, que es un afluente del río Esla, cuyas aguas riegan campos de trigos, centenos, cebadas y alfalfa.
Su ganadería es fundamentalmente ovina, vacuna y porcina.

## Demografía
Herreros de Rueda, ha sufrido una despoblación a lo largo de la década de los años 60 y 70, fenómeno que extendió al resto de la provincia. 
Muchos de sus habitantes emigraron a comunidades más ricas como el País Vasco, Madrid y Cataluña. 
Su población es reducida, pero su número se multiplica en época veraniega.

## Climatología
Herreros de Rueda se encuentra a una altitud en torno a los 870 metros por encima del nivel del mar y está enclavado en un valle, lo cual, provoca que su clima sea frío-templado, con temperaturas en torno a los 15 °C y una pluviosidad superior a los 1.000 mm anuales.
Los inviernos son largos y fríos y los veranos cortos y suaves.
Posee un clima continental. 

## Fiestas
Herreros de Rueda tiene varias festividades:
El 26 de junio el día de San Pelayo (Patrón).
Primer domingo del mes de octubre, se celebra la festividad de Nuestra Señora del Rosario 
Y el día 15 de mayo, también se celebra la festividad de San Isidro Labrador (Patrón de los campesinos).

## Páginas de Herreros de Rueda
- www.herrerosderueda.com.